# St. Peter und Paul (Stans)

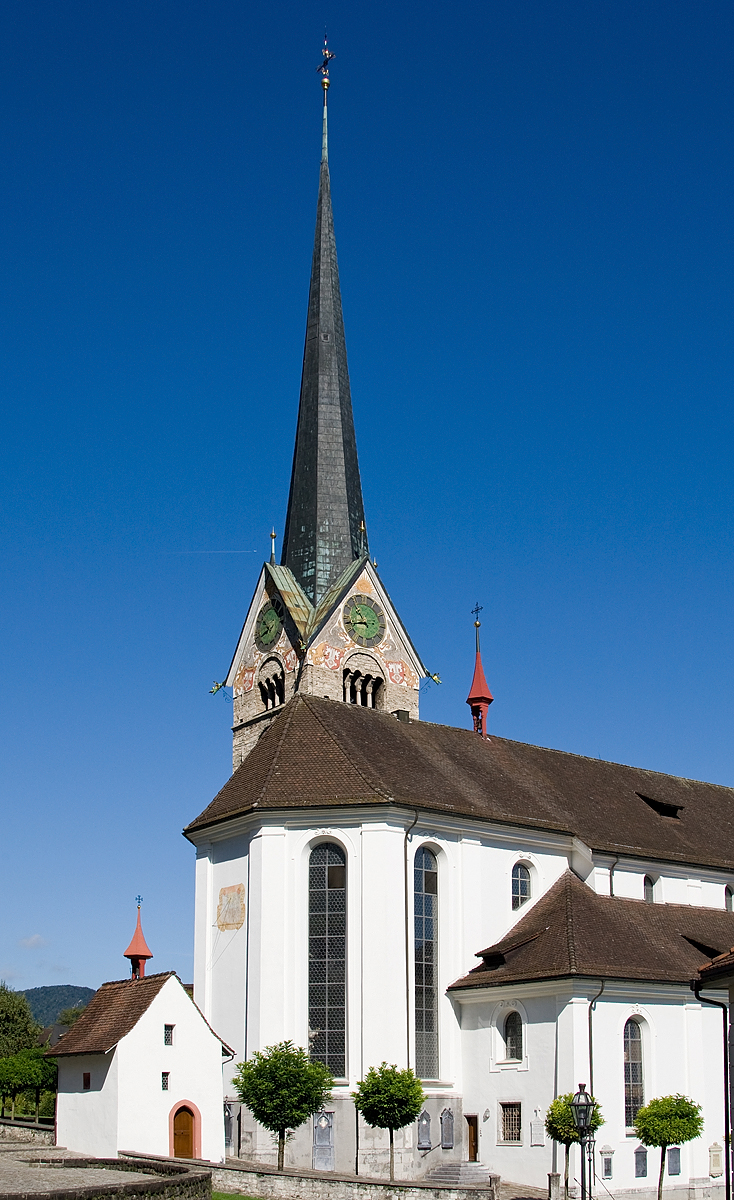
Kirche St. Peter und Paul

Die Kirche St. Peter und Paul ist eine römisch-katholische Kirche in der politischen Gemeinde Stans, im Kanton Nidwalden, in der Schweiz. Die Pfarrei gehört staatskirchenrechtlich zur Römisch-katholischen Landeskirche des Kantons Nidwalden und kirchenrechtlich zum Bistum Chur. Die Kirche steht unter der KGS-Nummer 4196 als Kulturgut von nationaler Bedeutung unter Denkmalschutz.

## Geschichte
Die Kirche wurde 1641–1647 nach Plänen des Baumeisters Jakob Berger aus Sursee im frühbarocken Stil erbaut und ist im Gegensatz zu ihren vier Vorgängerkirchen nicht geostet. Der romanische 67 m hohe Kirchturm wurde um 1200 n. Chr. erbaut und war bereits ein Teil der Vorgängerkirchen. Er erhielt Ende des 17. Jahrhunderts einen neuen Helm.

## Beschreibung
Die Kirche ist nach Art einer Basilika gebaut, mit zwei niedrigeren Seitenschiffen und einem hohen gewölbten Mittelschiff. Sie ist nach Süden orientiert. Im Norden ist der Haupteingang, dem ein Vorzeichen vorangestellt ist, das über eine hohe Pyramidentreppe erreicht wird. Der Chor befindet sich dementsprechend im Süden. Er wird auf seiner Westseite flankiert vom Turm mit seinen Uhrengiebeln und dem hohen Spitzhelm.

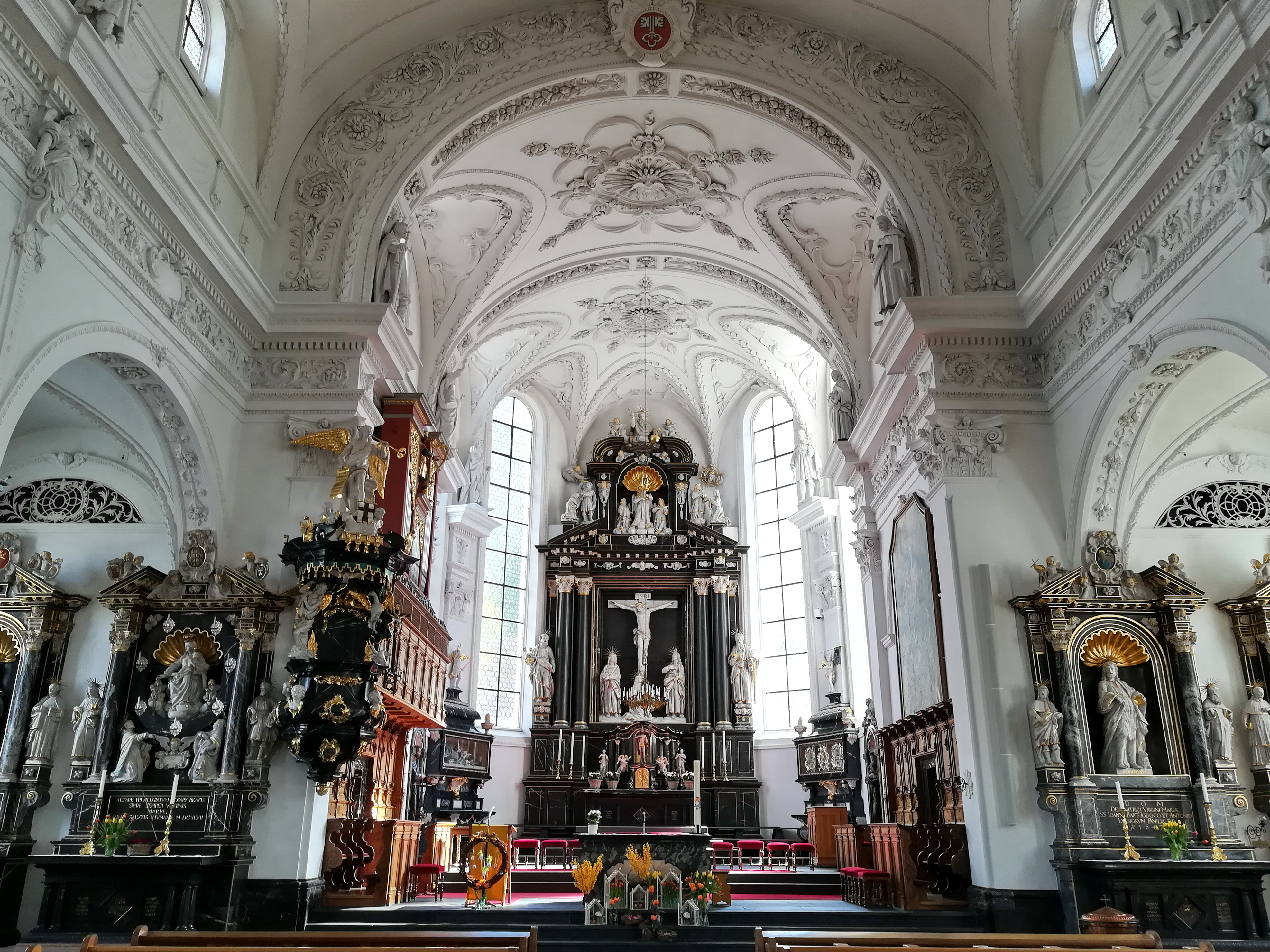
St. Peter und Paul, Inneres

Im Innern ist das Kirchenschiff geprägt vom Gegensatz reicher Stuckierung in weiß und schwarzem Marmor der Pfeiler und Altäre. Durch die farblose Verglasung der zahlreichen Fenster ist das Kircheninnere sehr gut mit Tageslicht belichtet. Neben dem Hochaltar an der Stirnseite des eingezogenen Chors befinden sich rechts und links des Chorbogens jeweils zwei Seitenaltäre. Im hinteren Bereich gibt es zwei Emporen-Ebenen. Die unter Empore aus Holz ist geteilt durch einen hohen Portalbogen. Darüber befindet sich die stuckierte Orgelempore, auf der die Hauptorgel sehr hoch über dem Kirchenschiff platziert ist.
Neben der Muttergotteskapelle, die sich unter dem nordöstlichen Seitenschiff befindet, befindet sich auch die  Chororgel; sie ist die zweitälteste spielbare Orgel der Schweiz. Sie wurde 1646 erbaut.

## Orgeln

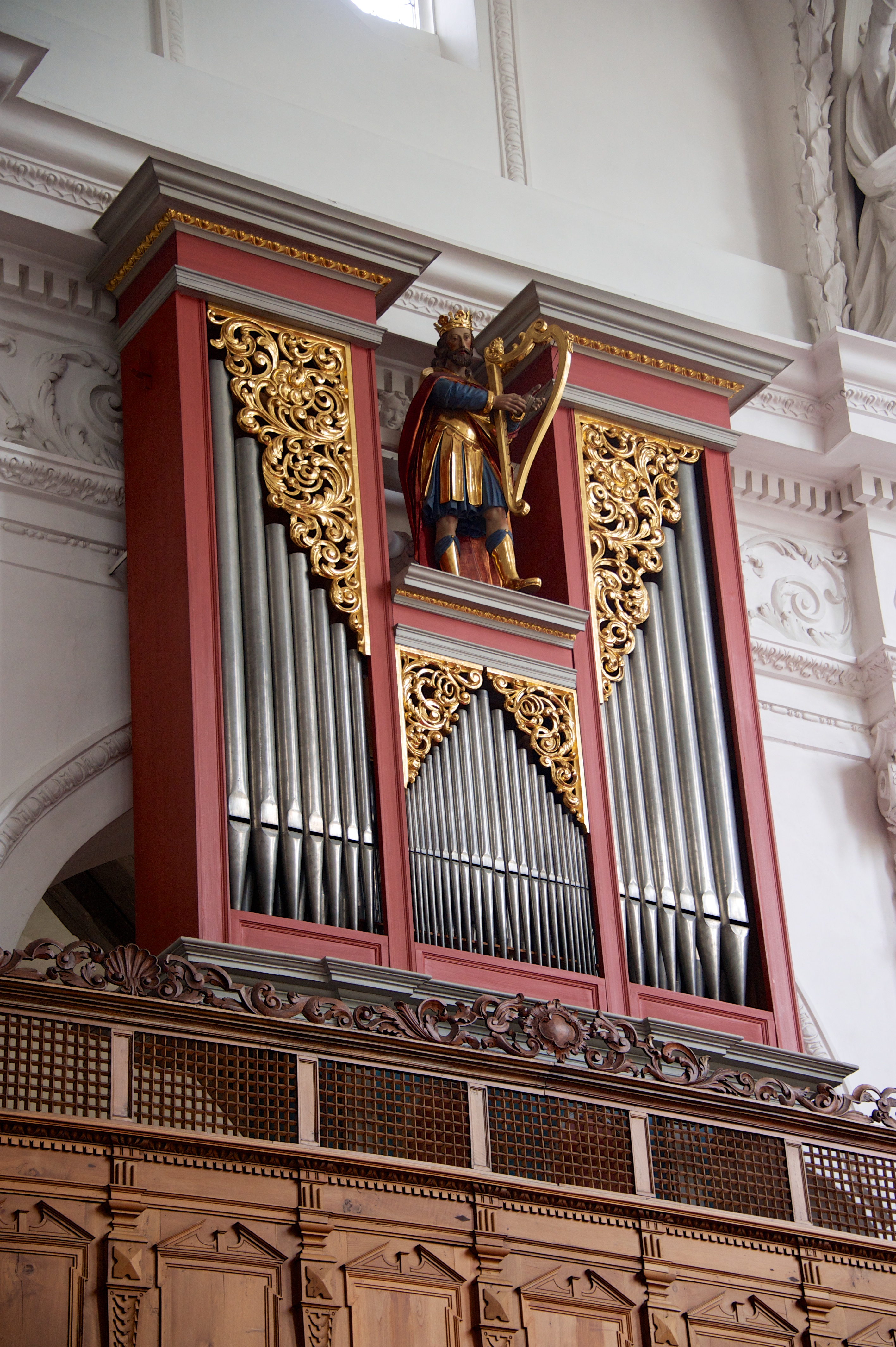
Chororgel

Im hinteren Teil der Kirche befindet sich auf der hohen Empore die Hauptorgel der Kirche. Sie wurde 1987 von der Firma Mathis Orgelbau in Näfels als rein mechanische Orgel in das historische Gehäuse einer Vorgängerorgel von Johann Matthäus Abbrederis aus Rankweil, auch unter Verwendung von deren Prospektpfeifen gebaut. Sie verfügt über 43 Register auf drei Manualen und Pedal. 2008 wurde eine Revision durch die Erbauerfirma durchgeführt, 2014 erfolgte eine Renovierung des Instruments.
Neben der Hauptorgel befindet sich im vorderen Teil der Kirche die schon erwähnte historische Chororgel. Sie wurde 1645 von dem Orgelbauer Niklaus Schönenbüel aus Alpnach gebaut und hat acht Register ohne Pedal. Im Laufe der Jahrhunderte hat es zahlreiche Veränderungen und auch Bemühungen um den Erhalt dieses wertvollen Instruments gegeben, zuletzt 1986 durch den Orgelbauer Hans J. Füglister. 2010 wurde eine Renovierung durch Orgelbau Goll durchgeführt. Das mitteltönig temperierte Instrument hat 8 Register (405 Pfeifen) auf einem Manualwerk (C-c3: Principal 8', Flöten 8', Octava 4', Copel 4', Superoctava 2', Quint 1 1⁄3', Zimbal II 1', Regal 8', Tremulant). 
Seit 2002 steht der Kirchenmusik in der Stanser Pfarrkirche auch eine Truhenorgel mit drei Registern ohne Pedal zur Verfügung. Sie wurde 1991 von Orgelbauer Erwin Erni aus Stansstaad aus Fichtenholz für das „Obere Beinhaus“ gebaut und von dort übernommen, nachdem diese Kapelle ein anderes Instrument bekommen hatte.

## Glocken

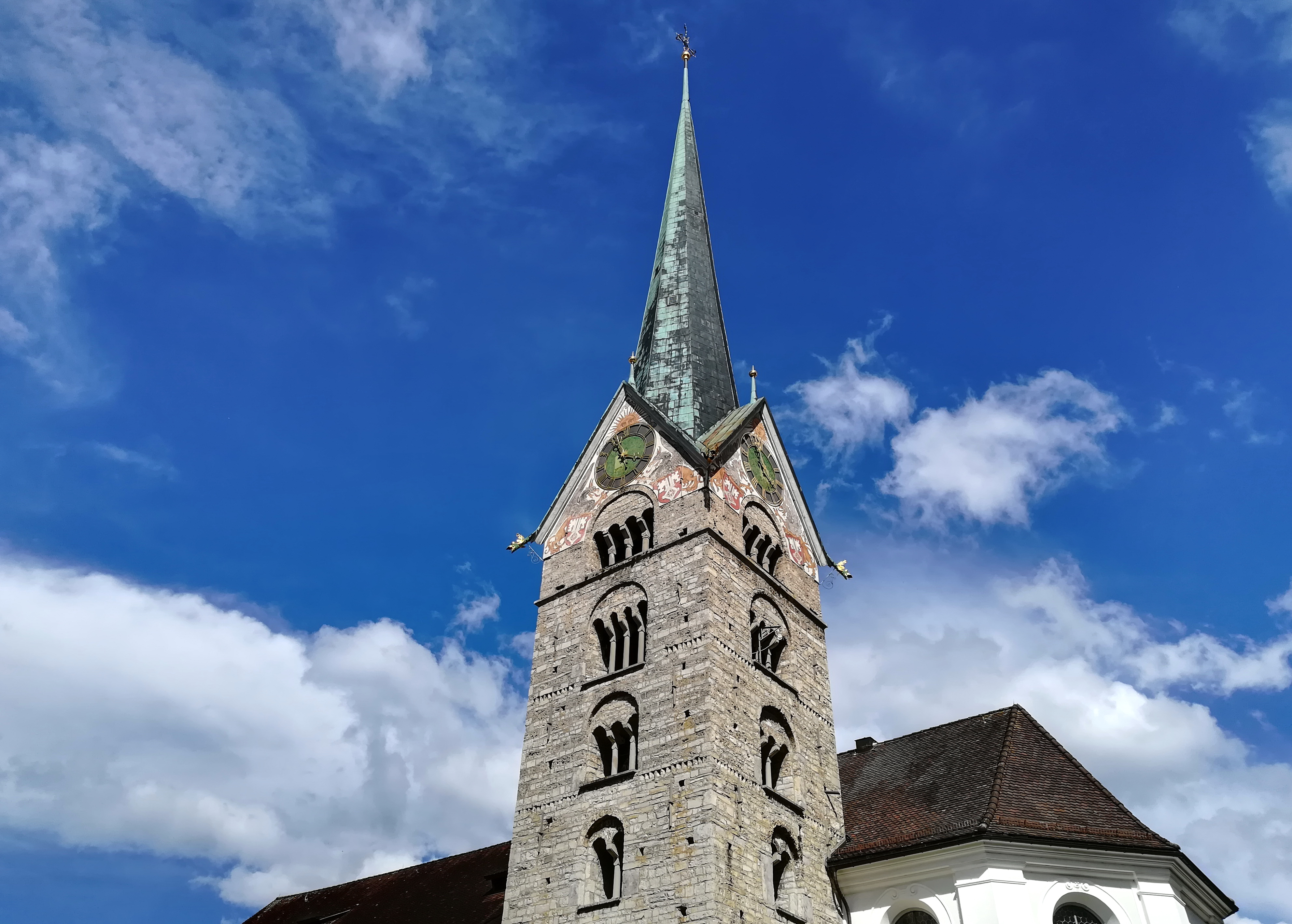
Romanischer Kirchturm

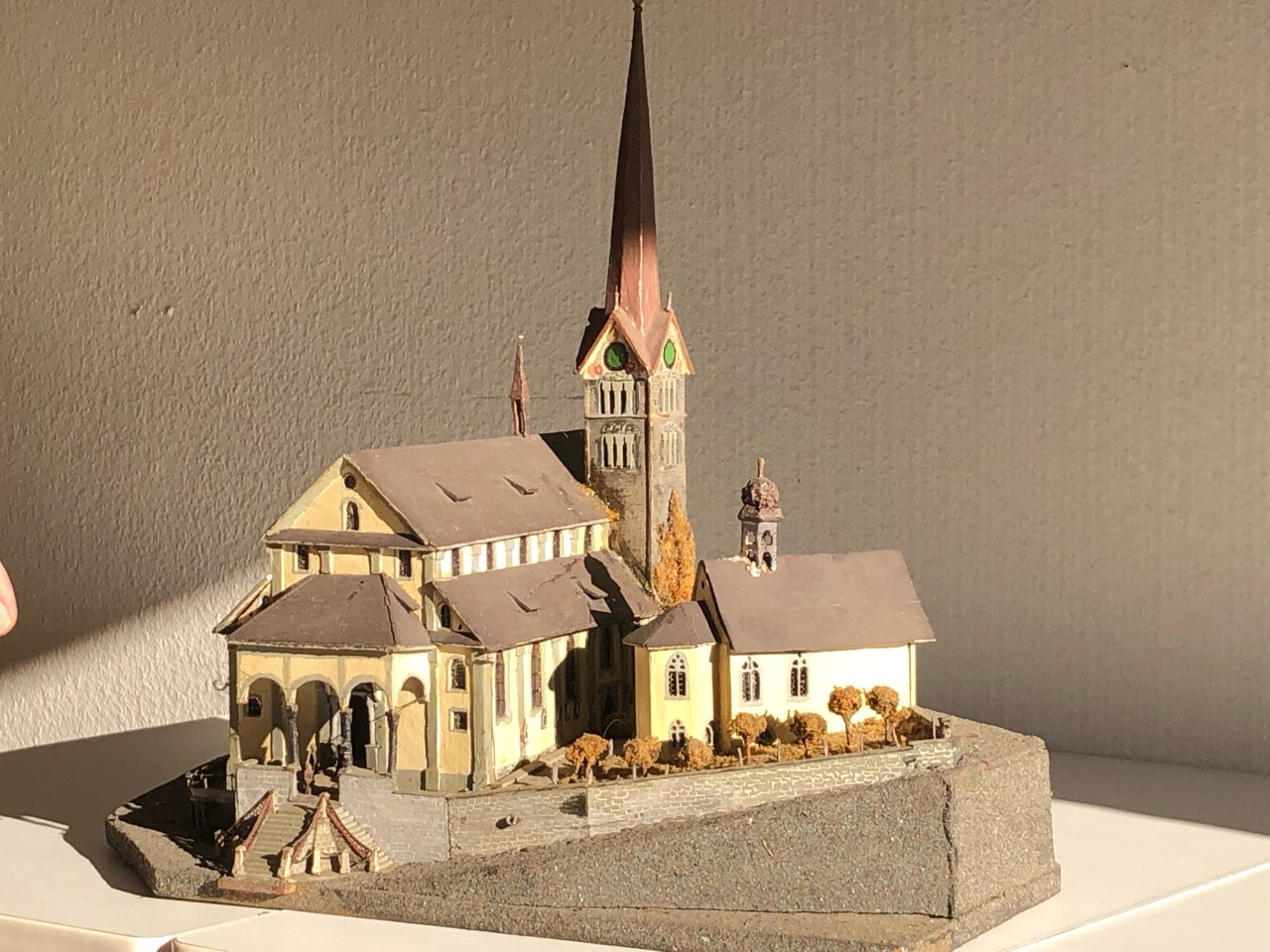
Modell der Pfarrkirche Stans

Im Turm von St. Peter und Paul hängt ein sechsstimmiges Geläut. Die größte Glocke wurde 1531 von Peter III. Füssli aus Zürich gegossen, die anderen fünf 1903 in der Giesserei H. Rüetschi in Aarau.
| Glocke    | 1       | 2       | 3       | 4      | 5      | 6      |
| --------- | ------- | ------- | ------- | ------ | ------ | ------ |
| Gewicht   | 3647 kg | 1973 kg | 1215 kg | 790 kg | 530 kg | 308 kg |
| Schlagton | c′      | d′      | e′      | g′     | a′     | c″     |

Eine siebte Glocke, das Feuer- / Totenglöcklein, hängt ebenfalls im Turm. Es ist die 1872 bei Rüetschi gegossene Kopie einer kleinen Glocke, die Ritter Melchior Lussi 1576 für eine von ihm errichtete Kapelle giessen liess. Diese stürzte bei einem Erdbeben 1601 ein, aber die Glocke blieb erhalten und kam nach Stans. Ferner hängt noch das kleine Evangelium-Glöcklein im Dachreiter über dem Chor. Es wurde 1533 ebenfalls von Peter Füssli gegossen.

## Sonstiges
1881 erstellte der Coiffeur, Zahnarzt und Sektionschef Jakob Christen-Durrer (1857 in Stans – 1913 ebenda) ein detailgetreues Modell der Stanser Kirche.

## Galerie

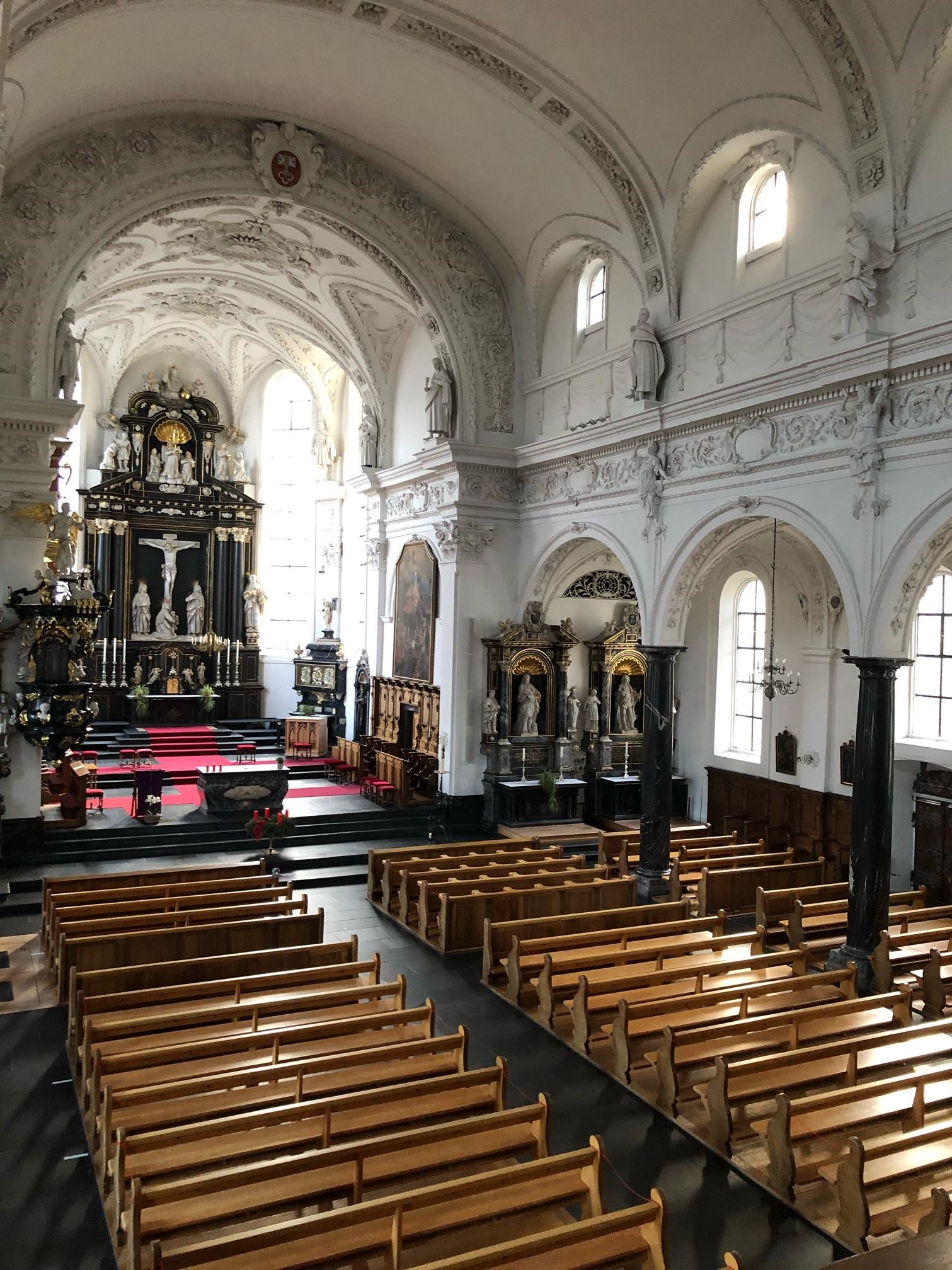
Innenraum der Stanser Kirche
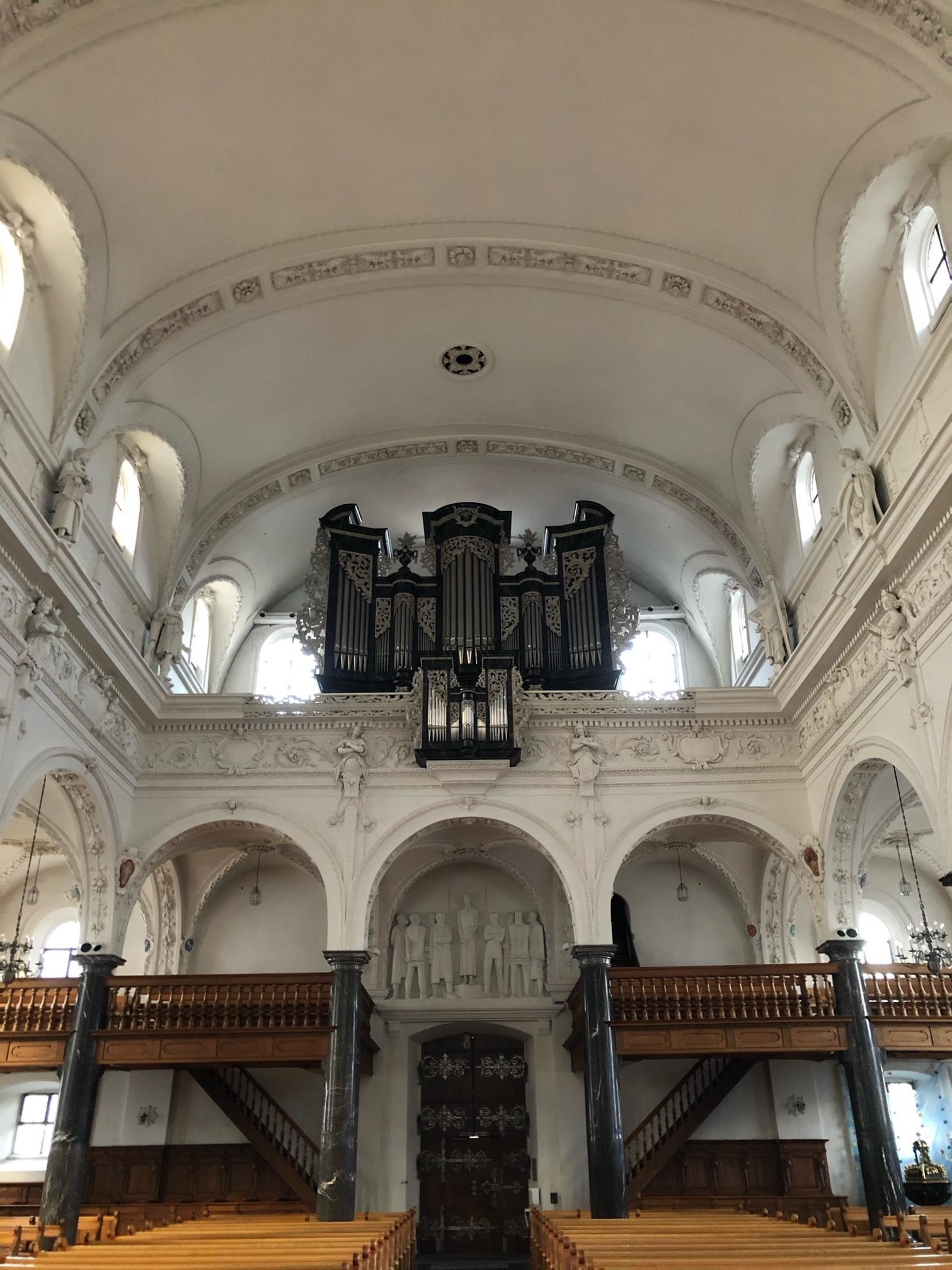
Orgel der Kirche St. Peter und Paul
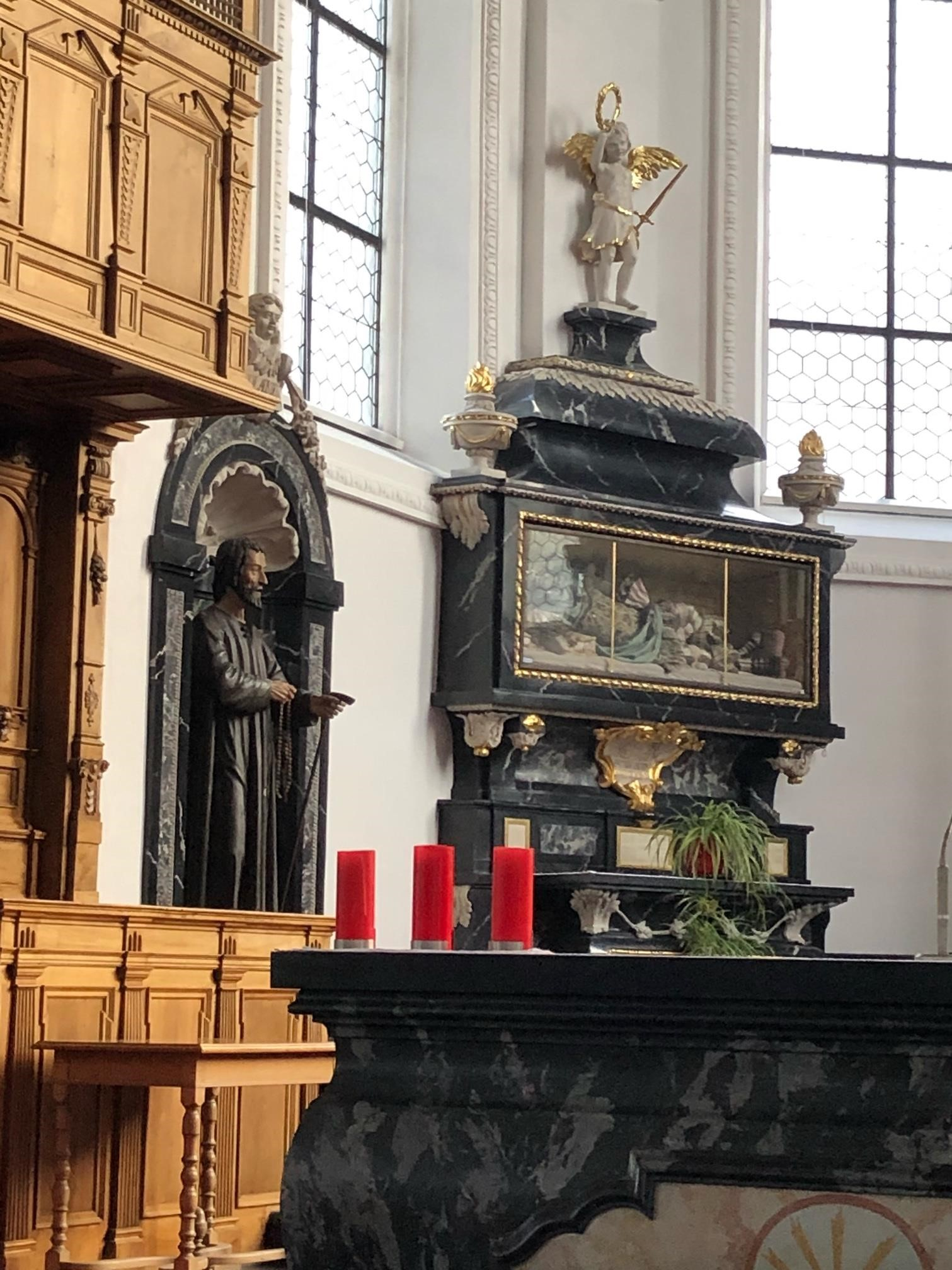
Statue des heiligen Bruder Klaus und Reliquien
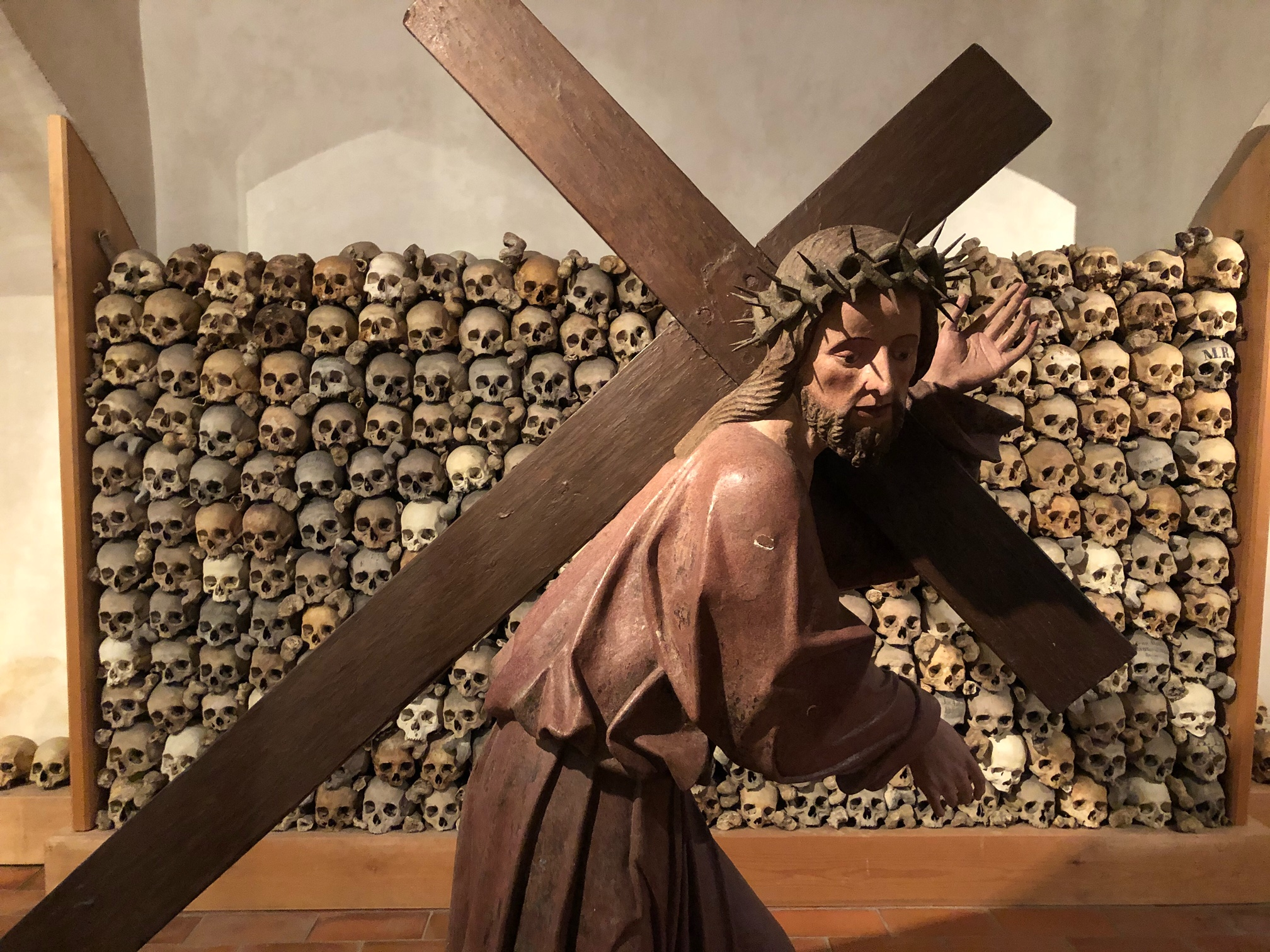
Jesus mit Kreuz im Beinhaus
Erzengel Michael mit Seelenwaage und Darstellung der Hölle